# 珪亜鉛鉱
珪亜鉛鉱（けいあえんこう、英: Willemite、ウィレマイト）は、亜鉛ケイ酸塩鉱物（Zn2SiO4）および亜鉛の微小鉱物である。短波紫外光下で強い蛍光（緑）を示す。繊維状塊、硬い褐色塊（珪酸亜鉛マンガン鉱、トルースタイト）、アップルグリーンの宝石様塊など日光の下では様々な色で存在する。
1829年にベルギーのヴィエイユ・モンターニュ鉱山で発見された。アルマン・レヴィは務めていた大学で学生から試料を見せられた。レヴィはネーデルラント王ウィレム1世にちなんでwillemiteと命名した（villemiteと綴られることもある）。変種のトルースタイト（troostite）はオランダ系アメリカ人の鉱物学者ヘラルト・トローストに因んで命名された。

## 形成と共生鉱物
珪亜鉛鉱は以前から存在していた閃亜鉛鉱鉱体の変質鉱物として大抵形成され、大抵は石灰岩と共生する。大理石でも見られ、それ以前の異極鉱または菱亜鉛鉱の変成作用の結果かもしれない。結晶は菱面で終わる六角柱形を持つ（プリズム面および基底面に対して平行な独特な劈開が存在する）。粒状塊および劈開塊が最も一般的に存在する。多くの場所に存在するが、米国アリゾナ州産と、ニュージャージー州のフランクリン鉱山とスターリング・ヒル鉱山の亜鉛、鉄、マンガン鉱床産が最も良く知られている。紅亜鉛鉱（酸化亜鉛）やフランクリン鉄鉱（(Fe,Mn,Zn)(Fe,Mn)2O4）と共に存在することが多い。紅亜鉛鉱とフランクリン鉄鉱は蛍光性ではない。

## 使用

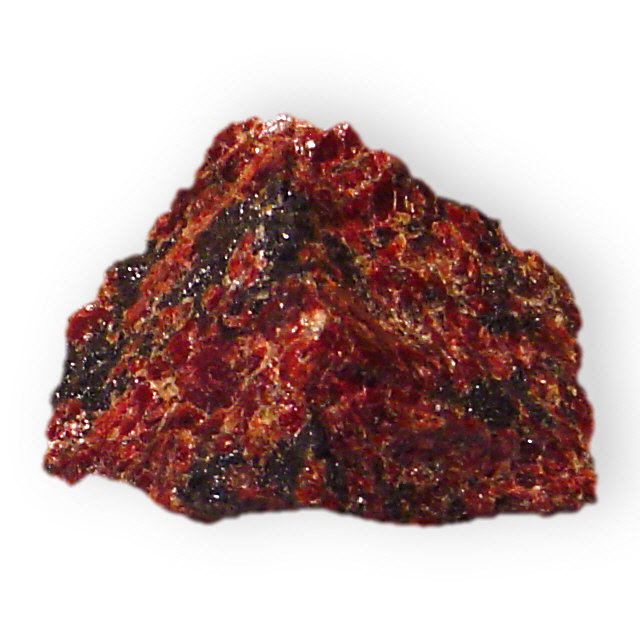
珪亜鉛鉱変種トルーサイト、ニュージャージー州産。

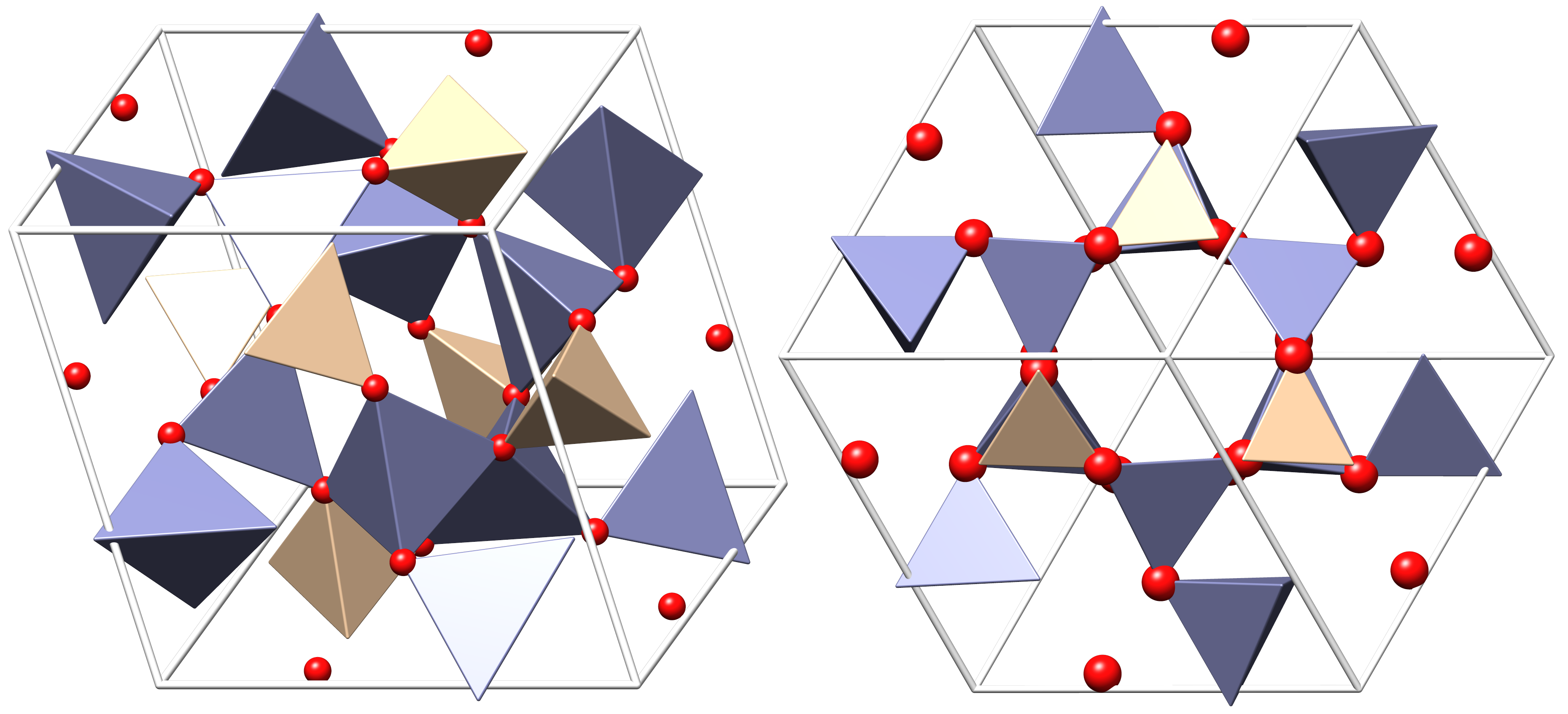
珪亜鉛鉱の結晶構造

人工珪亜鉛鉱は第一世代蛍光灯蛍光体の主成分として使われた。二価のマンガンをドープすると、広い白色発光帯で蛍光を発する。一部の亜鉛をベリリウムで置換したものもあった。1940年代にはこの蛍光体はフッ素燐灰石構造に基づく第二世代ハロりん酸カルシウム蛍光体（halophosphors）によって大部分取って代わられた。第三世代は三燐酸系（TriPhosphors）である。
Mn2+をドープしたケイ酸亜鉛は525 nmを中心とした広い緑色バンドからなる放出スペクトルを示す。この緑色発光はd軌道のスピンフリップ遷移に起因すると考えることができ、この遷移はケイ酸亜鉛格子内でのMn2+イオンの4T1 → 6A1遷移に対応する。

## 写真比較

自然光下（左）と紫外光下（右）